# Francisco Pereira de Macedo
Francisco Pereira de Macedo, barão e visconde do Cerro Formoso, (Rio Pardo, 2 de março de 1806 — Porto Alegre, 11 de janeiro de 1888) foi um nobre brasileiro.

## Biografia
Filho de Manuel de Macedo Brum da Silveira e de Ana Maria da Assunção, casou-se com Francisca Joaquina de Sampaio filha de Francisco José de Sampaio e Ursula Maria das Dores.
Hospedou D. Pedro II e sua comitiva, em Lavras do Sul, no caminho de Uruguaiana, no início da Guerra do Paraguai. Na ocasião o imperador foi recebido por uma banda composta por 60 escravos, tocando o Hino Nacional, além disso Francisco Pereira Macedo alforriou 50 escravos para que fizessem parte do exército, além de quatro de seus filhos terem se engajado às tropas, tendo também fornecido grande quantidade de cavalos.
Amante da música contratou Tomás do Patrocínio, irmão de José do Patrocínio, para instruir seus músicos escravos. Em 1884 alforriou todos seus escravos, se antecipando à Lei Áurea o que influenciou os fazendeiros da região a fazerem o mesmo.
Agraciado barão, em 6 de novembro de 1872 e visconde em 19 de dezembro de 1885.

## Descendência
- Capitão Manoel de Macedo Neto
- Antonio Leal de Macedo
- Major Francisco Pedro de Macedo Filho
- Major José Pereira de Macedo
- Ursula de Macedo
- Amália de Macedo
- Ana assunção de Macedo

## Ver Também
- Página de A Nobreza Brasileira de A a Z